# NGC 2107
NGC 2107 är en öppen stjärnhop i Stora magellanska molnet i stjärnbilden Taffelberget. 